# 拉康布
拉康布（法語：La Cambe，法語發音：[la kɑ̃b] ⓘ）是法国卡尔瓦多斯省的一个市镇，属于巴约区。

## 地理
拉康布（49°20'35"N, 1°0'19"W）面积11.17 平方千米，位于法国诺曼底大区卡爾瓦多斯省，该省份为法国西北部沿海省份，北濒大西洋英吉利海峡，东北与滨海塞纳省以海上边界相接，东临厄尔省，南至奧恩省，西与芒什省接壤。
与拉康布接壤的市镇（或旧市镇、城区）包括：康希、卡尔东维尔、科隆比耶尔、贝桑地区克里克维尔、德瑞莫、热福斯-丰特奈、格朗康-迈西、蒙夫雷维尔、圣日耳曼迪佩尔、圣皮埃尔迪蒙。

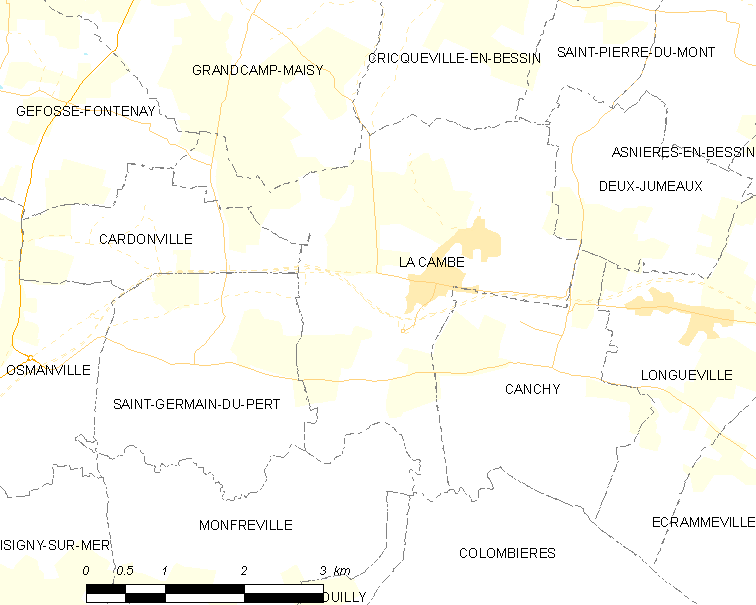
拉康布的OSM定位图

拉康布的时区为UTC+01:00、UTC+02:00（夏令时）。

## 行政
拉康布的邮政编码为14230，INSEE市镇编码为14124。

## 政治
拉康布所属的省级选区为特雷维耶尔县。

## 人口

1962-2008年间拉康布人口变化图示

拉康布于2022年1月1日时的人口数量为552人。